# Apamea grisea
Apamea grisea är en fjärilsart som beskrevs av Barend J. Lempke 1949. Apamea grisea ingår i släktet Apamea och familjen nattflyn. Inga underarter finns listade i Catalogue of Life.